# Leuphana

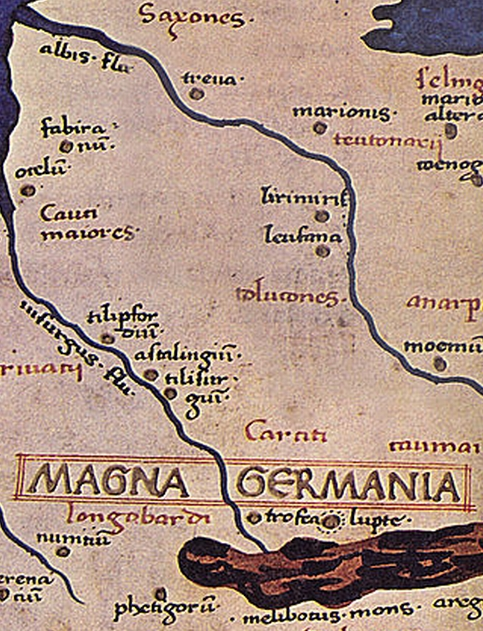
Lage von Leuphana nach Ptolemäus, Detail aus einer Karte zur Germania magna aus einer spätmittelalterlichen Kopie der Geographike Hyphegesis, 15. Jahrhundert

Leuphana (Λευφάνα) oder Leufana ist ein Ortsname, der im von Ptolemäus um das Jahr 150 erstellten Atlas Geographia erwähnt wird.
Ptolemäus erwähnt in Geographia 2, 10 einen im nicht von den Römern besetzten Germanien liegenden Siedlungsplatz namens Leuphana. Johann Grässe setzte diesen in seinem Ortsnamenlexikon mit Lüneburg gleich.
Nach Beatrix Günnewig wird Leuphana am unteren Lauf der Elbe lokalisiert. Man wisse aber nicht, auf welcher Seite. Man vermute es bei Hamburg, bei Dömitz (Mecklenburg) oder in der Gegend der Altmark.
Eventuell hat Ptolemäus (und damit auch Grässe) sich geirrt. Er könnte es mit Levefanum verwechselt haben, das auf der linken Rheinseite gelegen habe. Da Ptolemäus nachweislich auch andere poleis falsch bezeichnet habe, liege dieser Verdacht nahe. Auch der Namenforscher Jürgen Udolph vertritt die Auffassung, dass „Leuphana“ mit Lüneburg nichts zu tun habe. Er wird dabei von seinen Kollegen unterstützt.
Untersuchungen durch das Institut für Geodäsie der Technischen Universität Berlin nach einer geodätischen Deformationsanalyse der ptolemäischen Karte kommen jedoch zu dem Ergebnis, dass es sich bei Leuphana wohl um das östlich von Lüneburg an der Elbe gelegene Hitzacker handelt, was für die Richtigkeit der ptolemäischen Lokalisation spricht. Unterstützt wird dieser Befund durch die Ausgrabungen in Marwedel bei Hitzacker, wo die Universität Göttingen und die Freie Universität Berlin und deren Archäologen Olaf Fabian und Ivonne Baier eine Siedlung aus der Zeit von 78/80 bis 225 gefunden haben. 1928 und 1944 wurden hier die Fürstengräber von Marwedel gefunden, zwei Elitegräber mit reichen Beigaben aus der germanischen Zeit um 150.
Seit dem 20. März 2007 trägt die Universität Lüneburg den Namen „Leuphana“. Die Werbeagentur Scholz & Friends Hamburg hatte den neuen Auftritt als Leuphana Universität Lüneburg pro bono entwickelt.